# Sąd Najwyższy Kryminalny

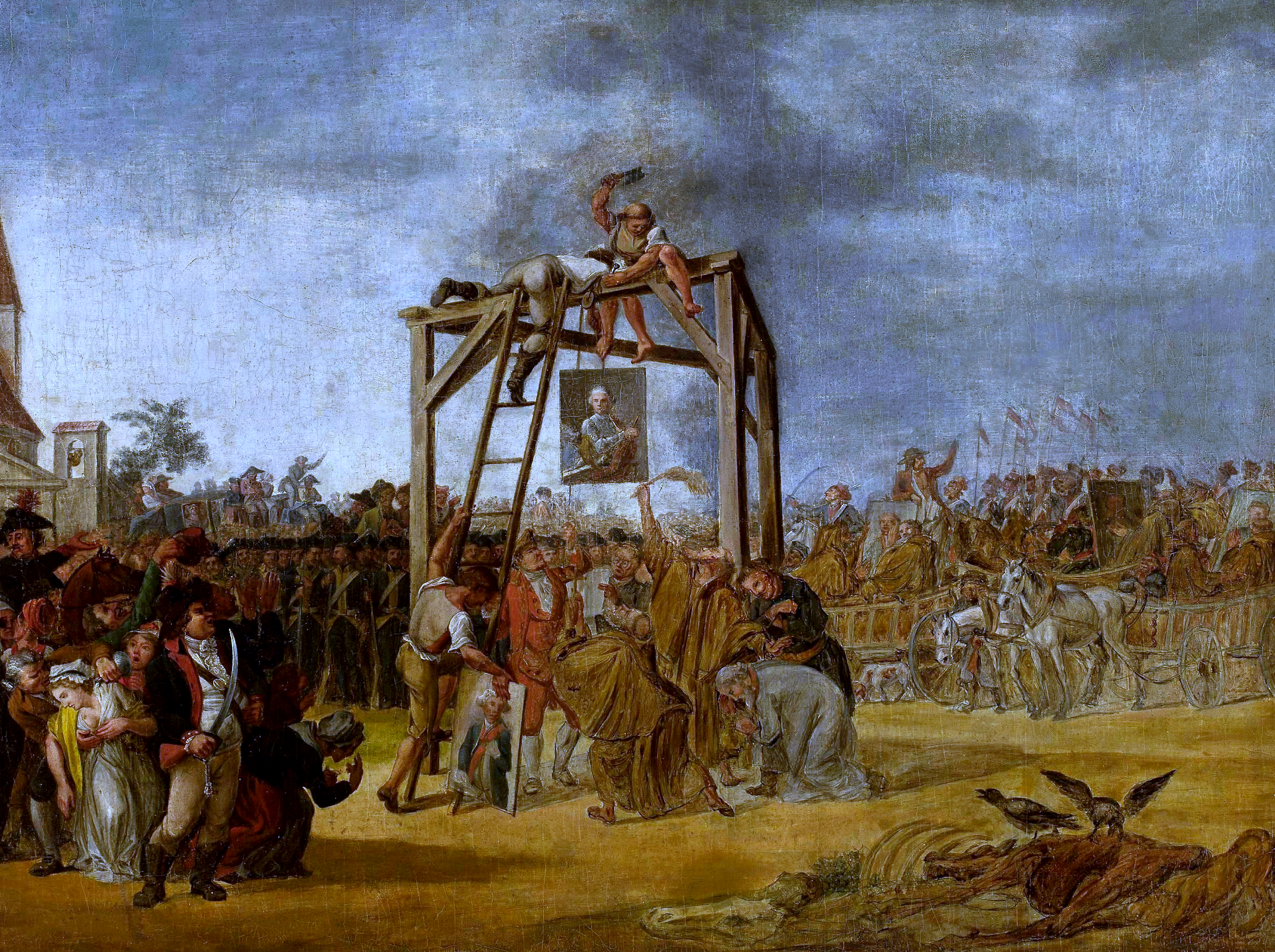
Wieszanie zdrajców (in effigie) w 1794, wykonanie wyroku Sądu Najwyższego Kryminalnego
Jan Piotr Norblin

Sąd Najwyższy Kryminalny dla Korony i Litwy – najwyższy sąd insurekcji kościuszkowskiej utworzony 17 czerwca 1794 przez Radę Najwyższą Narodową.
Jego wprowadzenie zapowiadał już Akt Powstania Obywatelów, Mieszkańców Województwa Krakowskiego z 24 marca 1794.
Decyzją RNN utworzono 2 odrębne sądy oddzielnie dla Korony i Wielkiego Księstwa Litewskiego. Każdy z nich składał się z 16 sędziów, z tym, że komplet sędziowski wynosił 7.

## Kompetencje
- rozpatrywał sprawy dotyczące zbrodni, przestępstw i wykroczeń pospolitych  dokonanych przez urzędników RNN i Deputacji Centralnej Wielkiego Księstwa Litewskiego.
- orzekał w sprawach przestępstw urzędowych, popełnionych przez urzędników powstańczych, do których zaliczano ucisk prywatny, nadużycie urzędu, nieposłuszeństwo rozkazom zwierzchności, defraudację pieniędzy publicznych, korupcję, zdradę tajemnicy państwowej
- rozstrzygał sprawy, nierozstrzygnięte w sądach kryminalnych wojewódzkich i powiatowych z powodu paritatis votorum
- sprawy przeciwko osobom, oskarżonym o występki przeciwko narodowi, których dobra zajęte są przez wojska nieprzyjacielskie i w związku z tym nie mogą odpowiadać przed stosownym sądem wojewódzkim i powiatowym

Sąd Najwyższy Kryminalny skazał Stanisława Szczęsnego Potockiego, Franciszka Ksawerego Branickiego, Seweryna Rzewuskiego, Jerzego Wielhorskiego, Antoniego Polikarpa Złotnickiego, Adama Moszczeńskiego, Jana Zagórskiego i Jana Suchorzewskiego na karę śmierci przez powieszenie, wieczną infamię, konfiskatę majątków i utratę wszystkich urzędów. Wobec nieobecności skazanych, wyrok wykonano in effigie 29 września 1794.

## Sędziowie
27 czerwca 1794 Rada desygnowała sędziów, zostali nimi m:
- Stanisław Baczyński
- Wojciech Bęczkowski
- Telesfor Billewicz
- Stefan Florian Dembowski
- Teodor Dembowski
- Józef Domański
- Józef Durantowicz
- Adam Glezmer
- Ignacy Gomoliński
- Jan Ludwik Koch
- Leon Kochanowski
- Stanisław Ledóchowski
- Franciszek Leszczyński
- Daniel Lottich
- Franciszek Ksawery Makarowicz
- Franciszek Orsetti
- Aleksander Potocki
- Tomasz Przytulski
- Stanisław Rutkowski
- Jan Nepomucen Sokolnicki
- Aleksander Walichnowski
- Wacław Zakrzewski
- Wawrzyniec Żukowski